# Nikander (Woljannikow)
Nikander, imię świeckie Nikołaj Fiedotowicz Woljannikow (ur. 1909, zm. 8 czerwca 1957 w Moskwie) – rosyjski biskup prawosławny.

## Życiorys
Uzyskał świeckie wykształcenie.
Na kapłana został wyświęcony w 1944, zaś miesiąc później złożył wieczyste śluby mnisze, przyjmując imię zakonne Nikander. W 1949 był sekretarzem biskupa nowosybirskiego Bartłomieja i dziekanem eparchii nowosybirskiej. W tym samym roku został nominowany na biskupa bijskiego, wikariusza tejże eparchii, a następnie wyświęcony na biskupa. Chirotonia biskupia odbyła się w Nowosybirsku pod przewodnictwem arcybiskupa Bartłomieja.
W 1952 został ordynariuszem eparchii omskiej i tiumeńskiej. Cztery lata później, ciężko chory, wyjechał na leczenie do Moskwy. Święty Synod Rosyjskiego Kościoła Prawosławnego powierzył tymczasowy zarząd eparchii omskiej biskupowi Benedyktowi (Plaskinowi). Biskup Nikander nie odzyskał zdrowia i w 1957 zmarł w Moskwie.